# アレクセイ・エリセーエフ
アレクセイ・エリセーエフ（Aleksei Stanislavovich Yeliseyev、ロシア語: Алексей Станиславович Елисеев、1934年7月13日-）は、ジズドラ出身のソビエト連邦の宇宙飛行士である。フライトエンジニアとして、ソユーズ5号、ソユーズ8号、ソユーズ10号で3度の宇宙飛行を行った。
1957年にバウマン高等技術学校を卒業し、1962年にモスクワ物理技術大学で大学院を修了した。エリセーエフはセルゲイ・クリカレフの設計事務所で働き、その後宇宙飛行士の候補に選ばれた。
1985年の引退後、バウマン高等技術学校で数年間管理職に就いた。
エリセーエフは、1969年1月22日と10月22日の2度、ソ連邦英雄を受章している。またレーニン勲章も2度受章している。